# Premio Agatha alla carriera
Il premio Agatha alla carriera (Malice Domestic Award for Lifetime Achievement), viene assegnato dal 1991 in omaggio al lavoro di una vita di un autore del genere mistero. Il premio viene assegnato dalla Malice Domestic Ltd durante una Conferenza Nazionale annuale.

## Albo d'oro
| Anno | Vincitore                                               | Nazionalità          |
| 1991 | Phyllis A. Whitney                                      | Stati Uniti          |
| 1992 | Premio non assegnato                                    | Premio non assegnato |
| 1993 | Premio non assegnato                                    | Premio non assegnato |
| 1994 | Premio non assegnato                                    | Premio non assegnato |
| 1995 | Mignon G. Eberhart                                      | Stati Uniti          |
| 1996 | Premio non assegnato                                    | Premio non assegnato |
| 1997 | Mary Stewart                                            | Regno Unito          |
| 1998 | Emma Lathen                                             | Stati Uniti          |
| 1999 | Charlotte MacLeod                                       | Canada               |
| 2000 | Patricia Moyes                                          | Regno Unito          |
| 2001 | Dick Francis                                            | Regno Unito          |
| 2002 | Mildred Wirt Benson                                     | Stati Uniti          |
| 2003 | Tony Hillerman                                          | Stati Uniti          |
| 2004 | Barbara Mertz alias Elizabeth Peters o Barbara Michaels | Stati Uniti          |
| 2005 | Marian Babson                                           | Regno Unito          |
| 2006 | H. R. F. Keating                                        | Regno Unito          |
| 2007 | Premio non assegnato                                    | Premio non assegnato |
| 2008 | Peter Lovesey                                           | Regno Unito          |
| 2009 | Anne Perry                                              | Regno Unito          |
| 2010 | Mary Higgins Clark                                      | Stati Uniti          |
| 2011 | Sue Grafton                                             | Stati Uniti          |
| 2012 | Simon Brett                                             | Regno Unito          |
| 2013 | Aaron Elkins                                            | Stati Uniti          |
| 2014 | Dorothy Cannell Joan Hess Margaret Maron                | Stati Uniti          |
| 2015 | Sara Paretsky                                           | Stati Uniti          |
| 2016 | Katherine Hall Page                                     | Stati Uniti          |
| 2017 | Charlaine Harris                                        | Stati Uniti          |
| 2018 | Nancy Pickard                                           | Stati Uniti          |